# Купе
Купе (от френския глагол couper – режа) е стил на автомобилна каросерия, чиято точна дефиниция варира сред различните производители и във времето. Купето обикновено представлява по-спортен вариант на каросерията тип седан с компактно вътрешно пространство, предлагащо място или за двама, или за четирима души (двама отпред и двама на задните седалки).
Според SAE, купе и седан се различават по обема на вътрешното пространство. Стандартът на SAE J1100 дефинира купе като автомобил с неподвижен покрив с обем на вътрешното пространство на задните седалки не повече от 0,93 м3. Кола с по-голям обем се смята за седан с две врати. Въпреки това, някои производители избират да наричат свои модели с термина, като например Кадилак Coupe de Ville.

## Галерия
- Ford Model B (1932), 1934
- Packard One-Twenty Business Coupé, 1936
- Cadillac Coupe de Ville, 1954
- AMC Matador Coupé, 1974-1978